# Once Upon a Time in Hollywood
Once Upon a Time in Hollywood (engl. für „Es war einmal in Hollywood“) ist ein Drama-Krimi-Film von Quentin Tarantino aus dem Jahr 2019. Tarantino schrieb das Drehbuch und führte Regie. Die Hauptrollen übernahmen Leonardo DiCaprio und Brad Pitt sowie Margot Robbie als Sharon Tate.
Der Film wurde am 21. Mai 2019 beim 72. Filmfestival von Cannes uraufgeführt, bei dem er im Wettbewerb um die Goldene Palme vertreten war. Tarantinos Regiearbeit sollte ursprünglich am 9. August 2019 in den US-amerikanischen Kinos anlaufen, dem 50. Todestag der Schauspielerin Sharon Tate, startete aber bereits zwei Wochen früher am 26. Juli 2019. In Deutschland und Österreich wurde der Film am 15. August 2019 veröffentlicht.

## Handlung
Los Angeles, im Februar 1969: Der alternde Schauspieler Rick Dalton, der in den frühen 1960ern mit der Westernserie Bounty Law zum Fernsehstar wurde, äußert gegenüber seinem besten Freund und Stuntdouble Cliff Booth, dass er Angst um seine Karriere habe, da er nur noch für die Rolle des Schurken besetzt wird. Booth, ein Kriegsveteran, der mit seinem Pitbull Brandy in einem Trailer lebt, fährt Dalton, der aufgrund von Alkoholproblemen den Führerschein verloren hat, durch die Stadt und assistiert ihm bei allen möglichen Arbeiten, da er angeblich seine Frau umgebracht hat und deswegen keine anderen Jobs mehr findet. In Daltons Nachbarhaus wohnen seit einem Monat der gefeierte junge Regisseur Roman Polański und seine Frau, die in Hollywood durchstartende Schauspielerin Sharon Tate. Dalton stellt sich vor, wie er sich mit dem Paar anfreunden und seine Karriere dadurch auffrischen könnte. Am selben Abend besuchen Tate und Polański gemeinsam mit Jay Sebring eine Party auf der Playboy Mansion, an der zahlreiche andere Prominente wie Steve McQueen teilnehmen.
Am nächsten Morgen repariert Booth eine Antenne auf Daltons Dach und erinnert sich dabei an ein aus dem Ruder gelaufenes Kräftemessen mit Bruce Lee am Set von The Green Hornet, das ihn sein Engagement als Stuntman bei dieser Fernsehserie kostete. Währenddessen sieht er, wie ein unbekannter Mann, Charles Manson, bei den Nachbarn klingelt und nach dem Musikproduzenten Terry Melcher fragt. Sebring erklärt ihm, dass Melcher ausgezogen ist und das Haus nun von Polański und Tate bewohnt wird.
Tate besucht in der Zwischenzeit eine Vorstellung von Rollkommando, einem Film, in dem sie selbst mitspielt. Sie stellt sich an der Kasse als im Film mitwirkende Schauspielerin vor und wird daraufhin eingeladen, gratis zuzuschauen. Die positiven Publikumsreaktionen auf ihre Szenen genießt sie sichtlich. Dalton ist derweil am Set von Lancer, einer Westernserie, in der er wie üblich eine kurze Gastrolle als Schurke bekommen hat und etwas widerwillig durch den Regisseur Sam Wanamaker überzeugt worden ist, in der Rolle wie ein Western-Hippie gekleidet zu sein. In einer Szene vergisst der verkaterte Schauspieler mehrmals den Text, erleidet daraufhin einen Zusammenbruch in seinem Trailer, kehrt dann aber emotional aufgeladen für die nächste Szene zurück und liefert eine beeindruckende Leistung ab, für die er sehr gelobt wird.
Später am Tag fährt Cliff Booth in Daltons Auto durch Los Angeles und nimmt dabei die Anhalterin „Pussycat“ auf, die sich von ihm zur Spahn-Ranch fahren lässt. Booth kennt die Spahn-Ranch von früher. Sie diente als Westernkulisse für Bounty Law und wird nun von Pussycat und ihren Freunden bewohnt. Pussycat versucht, Booth zum Bleiben zu bewegen, dieser findet es aber auffällig, dass die Ranch von so vielen Hippies bewohnt wird. Er will den Besitzer George Spahn sprechen, um sicherzugehen, dass dieser wohlauf ist und nicht von der Gruppe ausgenutzt oder hintergangen wird. Die Situation spitzt sich zu, als „Squeaky“ ihn zunächst nicht zu Spahn lassen möchte. Nachdem Booth sich durchgesetzt und den inzwischen erblindeten Spahn gesprochen hat, geht er wieder zu seinem Auto. Der Vorderreifen wurde inzwischen von einem Mitglied der Gruppe zerstochen. Booth schlägt ihn und zwingt ihn, den Reifen zu wechseln. Tex, einer der Anführer, wird alarmiert und versucht, Booth aufzuhalten, kommt jedoch zu spät.
Der Produzent Marvin Schwarz sieht sich eine Folge der Serie FBI an, in der Dalton eine Gastrolle hat. Er bietet Dalton daraufhin die Hauptrolle in einem Italowestern an. Dalton, der vom schlechten Ruf solcher Filme abgeschreckt ist, willigt nur zögernd ein und nimmt Booth daraufhin für sechs Monate mit nach Italien. Dort dreht er insgesamt vier Filme, darunter Nebraska Jim von Sergio Corbucci, und heiratet Francesca, eine Italienerin.
Nach der gemeinsamen Rückkehr nach Los Angeles im August teilt Dalton Booth mit, dass er ihn nicht länger bezahlen kann. Beide betrinken sich zum Abschied und kehren in Ricks Haus zurück. Während sich Dalton einen Cocktail mixt, geht Booth mit seinem Hund Gassi. In der Zwischenzeit sind vier von Pussycats Freunden, Mitglieder der Manson Family, in einem klapprigen Straßenkreuzer vor dem Nachbargrundstück vorgefahren, wo sie in Mansons Auftrag alle Anwesenden umbringen wollen. Dalton kommt wütend, gestört durch das laute Motorengeräusch, aus seinem Haus und fordert die Gruppe in aggressivem Ton auf, die Privatstraße zu verlassen. Daraufhin zieht sich die Gruppe zur Hauptstraße zurück und berät sich. Nachträglich erkennen sie den lautstarken Hausbesitzer als Rick Dalton. In ihm sehen sie einen typischen Vertreter der faschistischen TV-Maschinerie Hollywoods, die ihre Psyche seit ihrer Kindheit mit unzähligen Mordszenen geformt hat. Als Konsequenz sollen nun alle Anwesenden in Daltons Haus sterben.
Booth ist inzwischen wieder im Haus und öffnet, sichtbar beeinträchtigt von einer soeben gerauchten LSD-Zigarette, Futterdosen für seinen Hund. Dalton liegt mit Kopfhörern auf einer Schwimmliege in seinem Pool und hört Musik, während sich seine Frau im Schlafzimmer vom Jetlag erholt. Drei Mitglieder der Manson-Gruppe – der Mann Tex und die Frauen Sadie und Katie – bewegen sich nun bewaffnet auf Daltons Haus zu, während das vierte Mitglied Linda geflohen ist. Sie brechen in Daltons Haus ein, wo sie auf Booth treffen. Dieser erkennt die Gruppe von seinem Besuch auf der Spahn-Ranch wieder. Tex bedroht ihn mit einem Revolver, was der im Rausch befindliche Booth zunächst nicht ernst nimmt. Doch als Tex den Hahn seines Revolvers spannt und endgültig auf Booth anlegt, gibt dieser seinem Pitbull ein Signal. Der Kampfhund springt Tex an und verbeißt sich in ihn. Booth und der Hund töten mit Hilfe von Francesca, die vom Lärm geweckt worden ist, Tex und Katie, wobei Booth einen Messerstich erleidet. Zuvor hat er durch den gezielten Wurf einer vollen Hundefutterdose Sadies Gesicht zerschmettert, als sich diese mit einem Messer auf ihn stürzte. Sadie torkelt vor Schmerz laut schreiend mit dem Revolver auf die Terrasse zu Dalton, der von dem ganzen Gewaltgeschehen nichts mitbekommen hat. Als sie wild um sich schießend in den Pool stürzt, holt er aus dem Schuppen einen Flammenwerfer, ein Requisit aus einem seiner Filme, und tötet die Angreiferin damit.
Nachdem die Polizei eingetroffen ist, wird Booth ins Krankenhaus gebracht. Sebring kommt aus dem Haus und fragt Dalton nach den Vorkommnissen des Abends. Daraufhin wird Rick von ihm und Sharon Tate ins Haus eingeladen, wo er außerdem noch Wojciech Frykowski und Abigail Folger kennenlernt. Im Abspann sieht man Rick Dalton Werbeaufnahmen für Zigaretten machen.

## Produktion

### Entstehungsgeschichte und Stab
Am 11. Juli 2017 wurde bekanntgegeben, dass Quentin Tarantino das Drehbuch für einen Film über die Morde der Manson-Familie geschrieben habe und dieses als sein nächstes Filmprojekt inszenieren werde. Als erste Darsteller, auf die Tarantino zugegangen sei, wurden Brad Pitt und Jennifer Lawrence bekannt. Zudem wurden Samuel L. Jackson und Margot Robbie als Namen für größere Rollen gehandelt. Im April 2018 erklärte Tarantino in Las Vegas bei einem Treffen von US-Kinobetreibern, dass dieser Film sich von all seinen Filmen am ehesten seinem Kultfilm Pulp Fiction annähern werde.
Zudem prophezeite er, seine beiden Hauptdarsteller würden „das aufregendste dynamische Star-Duo seit Paul Newman und Robert Redford“ sein. Er erklärte weiter, dass die Handlung im Jahr 1969 in Los Angeles spielen werde, „zur Zeit der Hippie-Revolution und auf dem Höhepunkt des ‚Neuen Hollywoods‘“. Nach früheren Berichten sollen in dem Film auch die damals von Charles Manson angestiftete Mordserie, der unter anderem die Schauspielerin Sharon Tate zum Opfer fiel, vorkommen. Tate war in ihrem Haus am Cielo Drive in Beverly Hills ermordet worden.
Wegen des Missbrauchsskandals um Harvey Weinstein wandte Tarantino sich von der Weinstein Company ab, die seine vorigen Filme produziert hatte, und suchte nach einer neuen Produktionsfirma. Kurz darauf wurde bekannt, dass DiCaprio im Film eine Hauptrolle übernehmen sollte, ebenso wie Brad Pitt. DiCaprio und Pitt waren schon in vorherigen Filmen des Regisseurs zu sehen: DiCaprio arbeitete in Django Unchained mit Tarantino zusammen, Pitt spielte in Inglourious Basterds. Wegen des Weinstein-Skandals nahm Tarantino zudem eine neue Szene mit in den Film auf, bei der sich Pitt als Cliff Booth gegenüber der Anhalterin „Pussycat“ zum Thema Missbrauch Minderjähriger äußert. Neben Tarantino traten David Heyman und Shannon McIntosh, die mit ihm bereits zuvor zusammenarbeitete, dem Projekt als Produzenten bei. Am 11. November 2017 wurde Sony als Vertriebsstudio bekanntgegeben. Als Teil des Deals sollen Tarantino 10 bis 20 Jahre nach der Veröffentlichung alle Rechte übertragen werden.

### Besetzung und Vorbereitung
Im Januar 2018 unterschrieb DiCaprio endgültig für die Hauptrolle des Westerndarstellers Rick Dalton, für die er auf einen Teil seiner üblichen Gage verzichtete. Aufgrund von Terminschwierigkeiten wurde letztendlich doch Brad Pitt für die Rolle von Daltons Stuntdouble Cliff Booth verpflichtet, für die eigentlich Tom Cruise vorgesehen war. Zudem wurde bekannt, dass Tarantino die Rolle von Daltons Agent Marvin Schwarz exklusiv für Al Pacino geschrieben hatte, der bereits im Monat zuvor verpflichtet worden war. Es war Pacinos erste Zusammenarbeit mit Tarantino. Am 28. Februar 2018 wurde der Titel des Films mit Once Upon a Time in Hollywood bekanntgegeben. Im März wurde Margot Robbie als Sharon Tate verpflichtet, während Zoë Bell ihre Beteiligung am Film bestätigte. Im Mai 2018 stießen Tim Roth, Kurt Russell und Michael Madsen zur Besetzung. Für die drei, die nur kleine Rollen übernahmen, kam es, wie auch für Bell, zur erneuten Zusammenarbeit mit Tarantino. Es folgte Timothy Olyphant, bevor im Juni mit den Darstellern Damian Lewis, Emile Hirsch, Luke Perry, Nicholas Hammond, Keith Jefferson, Dakota Fanning, Clifton Collins junior, James Marsden, Scoot McNairy und Julia Butters ein Großteil der Besetzung vervollständigt wurde. Dakota Fanning übernahm die Rolle von Lynette „Squeaky“ Fromme, einem Mitglied der Manson-Familie, und Nicholas Hammond wurde für die Darstellung von Sam Wanamaker besetzt. Am 15. August 2018 wurde bekannt, dass der Martial-Arts-Darsteller Mike Moh für die Rolle der Kampfkunst-Ikone Bruce Lee besetzt wurde.
Ende August 2018 wurden weitere Darsteller in verschiedenen Rollen bekannt. So verkörpert der Australier Damon Herriman die Rolle des Massenmörders und Kultanführers Charles Manson, während der Pole Rafał Zawierucha den Regisseur und Ehemann von Sharon Tate, Roman Polański, darstellt.
Für die Rolle des George Spahn war Burt Reynolds vorgesehen, der jedoch am 6. September 2018, also vor Beginn der Dreharbeiten, verstarb. Die Rolle übernahm Ende September 2018 Bruce Dern, der bereits in den zwei vorherigen Filmen von Tarantino mitspielte. Die Nebenrolle als Schauspieler Wayne Maunder war die letzte Arbeit von Luke Perry, welcher noch vor Veröffentlichung des Films den Folgen eines Schlaganfalls erlag.
Mit Rumer Willis und Maya Hawke gehören zwei Kinder von Schauspielerinnen und Schauspielern zur Besetzung, mit denen Tarantino bereits in der Vergangenheit zusammenarbeitete: Bruce Willis und Uma Thurman spielten unter anderem in  Pulp Fiction  mit.

### Dreharbeiten
Die Dreharbeiten begannen am 18. Juni 2018 in Los Angeles, wo der Film im Jahr 1969 angesiedelt ist. Erstes Bildmaterial wurde bereits Ende Juni 2018 vorgestellt. Im Juli 2018 entstanden Aufnahmen in Los Angeles. Anfang August 2018 postete Robbie via Instagram erste Setfotos von sich in ihrer Rolle von Tate. Die Dreharbeiten sollen im November 2018 beendet worden sein.
Als Kameramann fungierte der dreifach mit dem Oscar ausgezeichnete Robert Richardson, dessen Dienste Tarantino seit Kill Bill – Volume 1 regelmäßig in Anspruch nimmt und der im Rahmen dieser Zusammenarbeit dreimal für den Oscar nominiert wurde (Inglourious Basterds, Django Unchained, The Hateful Eight).

### Realität und Fiktion
- Wie bereits in Inglourious Basterds spielt die fiktive Handlung in einem realen Setting. Erneut weichen die filmischen Entwicklungen durch das Handeln der fiktiven Figuren von der Realität entscheidend ab. Die Mitglieder der Manson-Family brechen statt in die Villa von Roman Polański in jene von Rick Dalton ein, kommen hierbei aber selbst zu Tode, während Sharon Tate und ihre Freunde überleben.
- Tarantino siedelte seinen Film am Ende des Umbruchs vom klassischen Hollywood in das New Hollywood an. Die Figur des Rick Dalton erinnert an Schauspieler wie Ty Hardin, George Maharis, Edd Byrnes, Tab Hunter oder Vince Edwards. Diese hätten laut Tarantino „gutaussehend und oft auch ziemlich rau“ gewirkt. Gegen Ende der 1960er-Jahre und mit der Hippie-Ära seien diese in ein Karrieretief gelangt, da auf einmal androgyn wirkende, langhaarige Darsteller populär geworden seien.[34]
- Für seine Hauptfigur Dalton entwarf Tarantino eine komplette Filmografie bis zum Jahr 1969, aus der hervorgeht, dass Rick ein vielbeschäftigter Schauspieler war, ohne allerdings zum großen Filmstar zu werden. Auch in dieser Filmografie vermischte Tarantino echte Serien mit erfundenen Serien und Filmen.[35] Die Serie Bounty Law mit Hauptdarsteller Rick Dalton und Stuntman Cliff gab es so nicht. Vorbild war jedoch die Serie Josh (engl.: Wanted: Dead or Alive) mit Steve McQueen[36]. Die Fernsehserie Lancer, in der Rick Dalton eine Gastrolle übernimmt, gab es hingegen tatsächlich. Sam Wanamaker führte auch bei einer Folge von Lancer Regie und erwähnt im Dialog mit Dalton mehrfach William Shakespeare – Wanamaker war maßgeblich verantwortlich für den Wiederaufbau des Londoner Globe Theatres.
- Während man Leonardo DiCaprio, bzw. Rick Dalton, in kurze Sequenzen von u. a. Gesprengte Ketten und FBI digital einfügte, verblieb man für die Rolle Sharon Tates in Rollkommando bei den Original-Aufnahmen.
- Die Spahn-Ranch des Besitzers George Spahn (1889–1974), auf der Bounty Law gedreht wurde, war als Movie Ranch und zeitweiliger Wohnsitz der Manson Family Realität.
- Die Figuren rauchen Zigaretten der Marke Red Apple. Diese Marke wurde von Tarantino für seine Filme erfunden und fand in seinen Werken wiederholt Erwähnung.
- Hal Needham, unter anderem langjähriges Stuntdouble von Burt Reynolds und zugleich dessen enger Freund, diente als Hauptvorbild für Cliff Booth sowie insbesondere dessen professionelles und persönliches Verhältnis zu Rick Dalton. Ein Jahr vor seinem Tod im Jahr 2013 hatte Needham den Ehrenoscar für sein Lebenswerk von Tarantino überreicht bekommen.[37]
- Laut Marvin Schwarz handele es sich bei Sergio Corbucci um den „zweitbesten Regisseur von Spaghetti-Western“. Als der wohl beste dürfte hier Sergio Leone gemeint sein, von dessen Arbeit Tarantino ein bekennender Fan ist. Von ihm stammen die Filme Spiel mir das Lied vom Tod (engl.: Once Upon a Time in the West, 1968) und Es war einmal in Amerika (engl.: Once Upon a Time in America, 1984).[38]
- Als Regisseur des Rick-Dalton-Films Operation Dyn-O-Mite wird Antonio Margheriti genannt. In Inglourious Basterds verwendete Tarantino diesen Namen bereits als Decknamen für Sgt. Donny Donnowitz während der Kino-Mission, für die sich die Basterds als italienisches Film-Team tarnen.
- Die nicht aufgelösten Todesumstände von Cliff Booths Ehefrau – die offiziell durch Ertrinken bei einem Bootsausflug starb, wobei andere Figuren über einen Mord durch ihren Ehemann Cliff spekulieren – sollen angeblich auf die Todesumstände von Hollywood-Star Natalie Wood anspielen. Ihr Tod bei einem Yachtausflug wurde als Unfall gewertet, aber es gibt auch Spekulationen, dass ihr Ehemann Robert Wagner dafür verantwortlich war.[39][40]

## Veröffentlichung
Der erste Trailer wurde am 20. März 2019 veröffentlicht, ein weiterer am 21. Mai 2019. Die Premiere von Once Upon a Time in Hollywood fand am 21. Mai 2019 bei den 72. Internationalen Filmfestspielen von Cannes statt, wo er im Wettbewerb um die Goldene Palme vertreten war. Der Film wurde nachgereicht, nachdem bei Vorstellung des offiziellen Festivalprogramms im April 2019 die Postproduktion noch nicht abgeschlossen war. Laut dem Filmfestival habe Tarantino vier Monate im Schnittraum verbracht, um Once Upon a Time in Hollywood rechtzeitig fertigzustellen. 2019 jährte sich gleichzeitig der Sieg von Tarantinos Regiearbeit Pulp Fiction beim Festival 1994 zum 25. Mal.
Ursprünglich plante Sony Pictures, den Film anlässlich des 50. Jahrestags der Tate-Morde am 9. August 2019 in die US-Kinos zu bringen, was in den USA jedoch für heftige Kritik sorgte. Der US-Kinostart wurde deshalb auf den 26. Juli 2019 vorverlegt. Ein erstes Filmposter wurde am 18. März 2019 vorgestellt. In Deutschland lief der Film am 15. August 2019 in den Kinos an. Eine Veröffentlichung auf dem chinesischen Filmmarkt, die für den 25. Oktober 2019 angesetzt war, wurde rund eine Woche vor Kinostart auf unbestimmte Zeit verschoben.
Da Tarantino enorm viel Material für Once Upon a Time in Hollywood gedreht hatte, sind in der 161 Minuten langen Kinofassung viele Szenen und gar ganze Gastauftritte (u. a. von Tim Roth) dem Schnitt zum Opfer gefallen. Daher soll es laut Nicholas Hammond, der im Film den Regisseur Sam Wanamaker spielt, Gespräche darüber geben, eine vier Stunden lange Schnittfassung von Once Upon a Time in Hollywood als Miniserie beim Streaming-Anbieter Netflix zu veröffentlichen. So ist bereits mit Tarantinos Vorgänger-Film The Hateful 8 verfahren worden. Im US-Katalog von Netflix gibt es eine Miniserien-Fassung des Werks.

## Synchronisation
Die deutsche Synchronisation entstand im Auftrag der Berliner Synchron GmbH, unter der Dialogregie von Christoph Cierpka, der zusammen mit Tobias Neumann auch das Dialogbuch schrieb.
| Rolle                       | Schauspieler      | Deutscher Sprecher        |
| --------------------------- | ----------------- | ------------------------- |
| Rick Dalton                 | Leonardo DiCaprio | Gerrit Schmidt-Foß        |
| Cliff Booth                 | Brad Pitt         | Tobias Meister            |
| Sharon Tate                 | Margot Robbie     | Anne Helm                 |
| Jay Sebring                 | Emile Hirsch      | Constantin von Jascheroff |
| Pussycat                    | Margaret Qualley  | Sarah Alles               |
| James Stacy                 | Timothy Olyphant  | Till Endemann             |
| Wayne Maunder               | Luke Perry        | Marcus Off                |
| Lynette Fromme              | Dakota Fanning    | Lisa May-Mitsching        |
| George Spahn                | Bruce Dern        | Christian Brückner        |
| Marvin Schwarz              | Al Pacino         | Frank Glaubrecht          |
| Randy/„Erzähler“            | Kurt Russell      | Manfred Lehmann           |
| Charles Manson              | Damon Herriman    | Sven Fechner              |
| Roman Polański              | Rafał Zawierucha  | Alexander Gaida           |
| Bruce Lee                   | Mike Moh          | Kaze Uzumaki              |
| Susan Atkins                | Mikey Madison     | Ana Purwa                 |
| Charles „Tex“ Watson        | Austin Butler     | Patrick Roche             |
| Patricia „Katie“ Krenwinkel | Madisen Beaty     | Elinor Eidt               |
| Voyteck Frykowski           | Costa Ronin       | Mark Schmal               |
| Abigail Folger              | Samantha Robinson | Kathrin Hanak             |
| Linda Kasabian              | Maya Hawke        | Lena Schmidtke            |
| Catherine Share             | Lena Dunham       | Marieke Oeffinger         |
| Leslie Van Houten           | Victoria Pedretti | Sophie Lechtenbrink       |
| Steve McQueen               | Damian Lewis      | Torben Liebrecht          |
| Trudi Fraser                | Julia Butters     | Xara Eich                 |
| Sheriff Hacket              | Michael Madsen    | Ekkehardt Belle           |

## Rezeption

### Kritiken
Der Film konnte 86 Prozent der Kritiker bei Rotten Tomatoes überzeugen und erhielt hierbei eine durchschnittliche Bewertung von 7,9 der möglichen 10 Punkte.
Pascal Blum meint in seiner Kritik in der Süddeutschen Zeitung, für Tarantino könne das „Gewicht der Realität fast zu schwer werden“, jedoch spiele er das Thema von Nähe und Distanz hübsch durch. „So wie Daltons Rollen ambitionierter werden, so variiert Quentin Tarantino souverän die Genres und Kamerabewegungen und behält dabei einen entspannten Rhythmus bei, als wolle sich der Film am liebsten selbst zuschauen.“ Blum erkennt in dem Film auch eine Nähe zu Inglourious Basterds, da es Tarantino „auf die explosive Vermischung von Fernsehcowboy und echten Outlaws abgesehen“ habe. Er antworte mit den Waffen der Unterhaltung, in der Gewaltszene zum Schluss überschreibe er, „ähnlich wie in Inglourious Basterds, die Geschichte des echten Grauens mit einem Popkultur-Skript“, in dem sich „die Darsteller ihre Figuren wieder zu eigen machen.“
In ihrer Kritik bei Spiegel Online sieht Hannah Pilarczyk in dem Film einen „großen, sinnentleerten Spaß“, da sie meint, dass der Film so pointenarm sei, merke man aber die längste Zeit nicht, weil er so pointenreich daherkäme. In der Zielgeraden schwinge sich der Film zu einer Heldentat auf, die ganz und gar anmaßend sei – fast so anmaßend wie sein Umschreiben des Holocausts in Inglourious Basterds oder die Geschichte der Sklavenbefreiung in Django Unchained. Tarantino wolle sie einfach alle retten – Juden, Schwarze, Frauen.
Thomas Assheuer bezeichnet den Film in der Zeit als „Meisterwerk“: Er halte dem aktuellen Amerika den Spiegel vor und zeige die Spaltung zwischen der Kulturindustrie und ihren sinnlosen Gewaltbildern und der Realität, die das Kino verleugne. Diese Spaltung spiegele sich in den beiden Protagonisten: dem Schauspieler, der auf dem Bildschirm und der Leinwand sichtbar sei und Unsinnstexte spreche, und dem unsichtbaren Stuntman, der ruhmlos seinen Körper dafür hinhalte. Warum Tarantino in der Klimax des Films „die rächende Gewalt in einem spektakulären Exzess sadistisch überschießen lässt“, bleibe aber unverständlich. Der Schluss des Films sei aber zutiefst menschlich und übe „eine Gerechtigkeit, die nicht von dieser Welt ist […] reine Kino-Metaphysik und eine großartige Anmaßung dazu“.
In der taz lobt Fabian Tietke den Film als „Abgesang auf die goldene Zeit des Hollywood-Western“, den Tarantino ausgerechnet mit den Mitteln des New Hollywood anstimme. Der Film habe zwar Längen, da die Handlung recht spärlich sei, insgesamt sei er aber immer dann am besten, wenn er sich gar nicht um sie schere. Der Film schwanke zwischen dieser „schönen Freiheit“ und dem Bombast seiner Ausstattung. Als Autorenfilm wirke Once Upon a Time in Hollywood im „Superheldeneinheitsbrei der aktuellen Produktionslandschaft […] gerade in seiner Unausgewogenheit befreiend“.

### Einspielergebnis
Dem Budget von rund 90 Millionen US-Dollar stehen weltweite Einnahmen von 374,34 Millionen US-Dollar gegenüber, von denen der Film allein 142,50 Millionen im nordamerikanischen Raum einspielen konnte. In Deutschland verzeichnete der Film 1.895.328 Kinobesucher, durch die er 18,62 Millionen Euro einspielen konnte und sich auf Platz 13 der Jahres-Charts 2019 befindet.

### Auszeichnungen
Once Upon a Time in Hollywood erhielt bei Preisverleihungen über 130 Auszeichnungen und rund 360 Nominierungen. Im Folgenden eine Auswahl:
AACTA International Awards 2020
- Auszeichnung für die Beste Regie (Quentin Tarantino)
- Auszeichnung als Bester Nebendarsteller (Brad Pitt)
- Nominierung als Bester Film
- Nominierung für das Beste Drehbuch (Quentin Tarantino)
- Nominierung als Beste Nebendarstellerin (Margot Robbie)[57]

American Society of Cinematographers Awards 2020
- Nominierung für die Beste Kamera (Robert Richardson)[58]

Art Directors Guild Awards 2020
- Auszeichnung in der Kategorie Period Film[59]

British Academy Film Awards 2020
- Auszeichnung als Bester Nebendarsteller (Brad Pitt)
- Nominierung als Bester Film
- Nominierung für die Beste Regie (Quentin Tarantino)
- Nominierung für das Beste Originaldrehbuch (Quentin Tarantino)
- Nominierung als Bester Hauptdarsteller (Leonardo DiCaprio)
- Nominierung als Beste Nebendarstellerin (Margot Robbie)
- Nominierung für den Besten Schnitt (Fred Raskin)
- Nominierung für das Beste Szenenbild (Barbara Ling & Nancy Haigh)
- Nominierung für das Beste Kostümdesign (Arianne Phillips)
- Nominierung für das Beste Casting (Victoria Thomas)

César 2020
- Nominierung als Bester ausländischer Film

Chicago Film Critics Association Awards 2019
- Auszeichnung als Bester Nebendarsteller (Brad Pitt)
- Auszeichnung für das Beste Szenenbild
- Nominierung als Bester Film
- Nominierung für die Beste Regie (Quentin Tarantino)
- Nominierung für das Beste Originaldrehbuch (Quentin Tarantino)
- Nominierung als Vielversprechendster Schauspieler (Julia Butters)
- Nominierung für die Beste Kamera (Robert Richardson)
- Nominierung für den Besten Schnitt
- Nominierung für das Beste Kostümdesign[60]

Critics’ Choice Movie Awards 2020
- Auszeichnung als Bester Film
- Auszeichnung als Bester Nebendarsteller (Brad Pitt)
- Auszeichnung für das Beste Originaldrehbuch (Quentin Tarantino)
- Auszeichnung für das Beste Szenenbild (Barbara Ling & Nancy Haigh)
- Nominierung als Bester Hauptdarsteller (Leonardo DiCaprio)
- Nominierung als Beste Jungdarstellerin (Julia Butters)
- Nominierung als Bestes Schauspielensemble
- Nominierung für die Beste Regie (Quentin Tarantino)
- Nominierung für die Beste Kamera (Robert Richardson)
- Nominierung für den Besten Schnitt (Fred Raskin)
- Nominierung für das Beste Kostümdesign (Arianne Phillips)
- Nominierung für die Besten Frisuren und das beste Make-up[61]

Detroit Film Critics Society Awards 2019
- Nominierung als Bester Film
- Nominierung für die Beste Regie (Quentin Tarantino)
- Nominierung als Bester Nebendarsteller (Brad Pitt)
- Nominierung als Bestes Schauspielensemble
- Nominierung für das Beste Drehbuch (Quentin Tarantino)
- Nominierung für den Besten Einsatz von Musik[62]

Directors Guild of America Awards 2020
- Nominierung für die Beste Spielfilmregie (Quentin Tarantino)[63]

Eddie Awards 2020
- Nominierung in der Kategorie Bester Filmschnitt – Komödie (Fred Raskin)[64]

Golden Globe Awards 2020
- Auszeichnung als Bester Film – Komödie oder Musical
- Auszeichnung als Bester Nebendarsteller (Brad Pitt)
- Auszeichnung für das Beste Filmdrehbuch (Quentin Tarantino)
- Nominierung für die Beste Regie (Quentin Tarantino)
- Nominierung als Bester Hauptdarsteller – Komödie oder Musical (Leonardo DiCaprio)

Golden Reel Awards 2020
- Nominierung in der Kategorie Best Sound Editing: Dialogue and ADR in a Feature Film
- Nominierung in der Kategorie Best Sound Editing: Sound Effects and Foley in a Feature Film
- Nominierung in der Kategorie Best Sound Editing: Music Underscore in a Feature Film[65]

Golden Trailer Awards 2019
- Auszeichnung für den Besten Teaser
- Nominierung für das Beste Filmposter eines Sommerblockbusters
- Nominierung für die Beste virale Kampagne[66]

Grammy Awards 2020
- Nominierung als Best Compilation Soundtrack for Visual Media

Internationale Filmfestspiele von Cannes 2019
- Auszeichnung mit dem Palm Dog Award (Brandy)

London Critics’ Circle Film Awards 2020
- Auszeichnung für die Beste technische Leistung (Barbara Ling)
- Nominierung als Bester Nebendarsteller (Brad Pitt)[67]

Make-Up Artists and Hair Stylists Guild Awards 2020
- Nominierung für das Beste historische oder Figuren-Make-Up – Spielfilm (Heba Thorisdottir & Gregory Funk)
- Nominierung für das Beste historische oder Figuren-Haarstyling – Spielfilm (Janine Rath-Thompson & Michelle Diamantides)[68]

National Board of Review Awards 2019
- Auszeichnung für die Beste Regie (Quentin Tarantino)
- Auszeichnung als Bester Nebendarsteller (Brad Pitt)
- Aufnahme in die Top Ten Filme[69]

New York Film Critics Circle Awards 2019
- Auszeichnung für das Beste Drehbuch (Quentin Tarantino)

Online Film Critics Society Awards 2020
- Auszeichnung als Bester Nebendarsteller (Brad Pitt)
- Nominierung als Bester Film
- Nominierung für die Beste Regie (Quentin Tarantino)
- Nominierung als Beste Nebendarstellerin (Margot Robbie)
- Nominierung für das Beste Originaldrehbuch (Quentin Tarantino)
- Nominierung für den Besten Schnitt (Fred Raskin)
- Nominierung für die Beste Kamera (Robert Richardson)[70]

Oscarverleihung 2020
- Nominierung als Bester Film
- Nominierung für die Beste Regie (Quentin Tarantino)
- Nominierung für das Beste Originaldrehbuch (Quentin Tarantino)
- Nominierung als Bester Hauptdarsteller (Leonardo DiCaprio)
- Auszeichnung als Bester Nebendarsteller (Brad Pitt)
- Nominierung für die Beste Kamera (Robert Richardson)
- Nominierung für den Besten Tonschnitt (Wylie Stateman)
- Nominierung für den Besten Ton
- Auszeichnung für das Beste Szenenbild (Barbara Ling & Nancy Haigh)
- Nominierung für das Beste Kostümdesign (Arianne Phillips)

People’s Choice Awards 2019
- Nominierung als Drama Movie of 2019
- Nominierung als Drama Movie Star of 2019 (Leonardo DiCaprio)
- Nominierung als Drama Movie Star of 2019 (Brad Pitt)[71]

Producers Guild of America Awards 2020
- Nominierung als Bester Film (David Heyman, Shannon McIntosh, Quentin Tarantino)[72]

Satellite Awards 2019
- Auszeichnung als Bester Film – Komödie oder Musical
- Nominierung als Bester Hauptdarsteller – Komödie oder Musical (Leonardo DiCaprio)
- Nominierung als Bester Nebendarsteller (Brad Pitt)
- Nominierung für die Beste Regie (Quentin Tarantino)
- Nominierung für das Beste Originaldrehbuch (Quentin Tarantino)
- Nominierung für den Besten Tonschnitt (Wylie Stateman, Mark Ulano, Michael Minkler & Christian P. Minkler)
- Nominierung für das Beste Szenenbild (Barbara Ling & Nancy Haigh)[73]

Saturn-Award-Verleihung 2021
- Nominierung als Bester Fantasyfilm
- Nominierung für die Beste Regie (Quentin Tarantino)
- Nominierung für das Beste Drehbuch (Quentin Tarantino)
- Nominierung als Bester Nachwuchsschauspieler (Julia Butters)
- Nominierung für den Besten Schnitt (Fred Raskin)
- Nominierung für die Beste Ausstattung (Barbara Ling)
- Nominierung für das Beste Kostüm (Arianne Phillips)

Screen Actors Guild Awards 2020
- Auszeichnung als Bester Nebendarsteller (Brad Pitt)
- Nominierung für das Beste Schauspielensemble
- Nominierung als Bester Hauptdarsteller (Leonardo DiCaprio)
- Nominierung für das Beste Stuntensemble

Toronto Film Critics Association Awards 2019
- Auszeichnung als Bester Nebendarsteller (Brad Pitt)[74]